# Ibicuí
Ibicuí là một đô thị thuộc bang Bahia, Brasil. Đô thị này có diện tích 1163,296 km², dân số năm 2007 là 15675 người, mật độ 13,47 người/km².